# Småfrossört
Småfrossört (Scutellaria minor) är en växtart i familjen Kransblommiga växter. 